# Contea di Ellis (Texas)
La contea di Ellis (in inglese Ellis County) è una contea dello Stato del Texas, negli Stati Uniti. La popolazione al censimento del 2010 era di 149 610 abitanti. Il capoluogo di contea è Waxahachie. La contea è stata fondata nel 1849 ed organizzata l'anno successivo. Il suo nome deriva da Richard Ellis, presidente della convenzione che ha creato la Dichiarazione d'indipendenza del Texas

## Geografia fisica
| Anno | Popolazione | ±%     |
| ---- | ----------- | ------ |
| 1850 | 989         |        |
| 1860 | 5,246       | 430.4% |
| 1870 | 7,514       | 43.2%  |
| 1880 | 21,294      | 183.4% |
| 1890 | 31,774      | 49.2%  |
| 1900 | 50,059      | 57.5%  |
| 1910 | 53,629      | 7.1%   |
| 1920 | 55,700      | 3.9%   |
| 1930 | 53,936      | −3.2%  |
| 1940 | 47,733      | −11.5% |
| 1950 | 45,645      | −4.4%  |
| 1960 | 43,395      | −4.9%  |
| 1970 | 46,638      | 7.5%   |
| 1980 | 59,743      | 28.1%  |
| 1990 | 85,167      | 42.6%  |
| 2000 | 111,360     | 30.8%  |
| 2010 | 149,610     | 34.3%  |

Secondo l'Ufficio del censimento degli Stati Uniti d'America la contea ha un'area totale di 952 miglia quadrate (2470 km²), di cui 935 miglia quadrate (2420 km²) sono terra, mentre 16 miglia quadrate (41 km², corrispondenti al del territorio) sono costituiti dall'acqua.

### Strade principali
- Interstate 35E
- Interstate 45
- U.S. Route 67
- U.S. 77
- U.S. 287
- State Highway 34
- State Highway 342

### Contee adiacenti
- Dallas County (nord)
- Kaufman County (nord-est)
- Henderson County (est)
- Navarro County (sud-est)
- Hill County (sud-ovest)
- Johnson County (ovest)
- Tarrant County (nord-ovest)

## Media
I mezzi di informazione locale includono KDFW-TV, KXAS-TV, WFAA-TV, KTVT-TV, KERA-TV, KTXA-TV, KDFI-TV, KDAF-TV, KFWD-TV, e KDTX-TV.

## Politica
| Anno | GOP          | DEM          | Altri        |
| ---- | ------------ | ------------ | ------------ |
| 2008 | 70.7% 38,078 | 28.5% 15,333 | 0.8% 442     |
| 2004 | 74.5% 34,602 | 25.1% 11,640 | 0.4% 202     |
| 2000 | 69.9% 26,091 | 28.5% 10,629 | 1.6% 587     |
| 1996 | 53.9% 16,046 | 36.4% 10,832 | 9.7% 2,888   |
| 1992 | 40.5% 13,564 | 28.5% 9,537  | 31.1% 10,394 |
| 1988 | 59.2% 16,422 | 40.3% 11,169 | 0.6% 158     |
| 1984 | 67.6% 16,873 | 32.1% 8,029  | 0.3% 72      |
| 1980 | 51.3% 10,046 | 47.1% 9,219  | 1.6% 315     |
| 1976 | 41.0% 6,996  | 58.6% 9,991  | 0.4% 68      |
| 1972 | 69.5% 8,779  | 30.4% 3,839  | 0.1% 8       |
| 1968 | 31.4% 3,794  | 45.0% 5,431  | 23.5% 2,842  |
| 1964 | 27.6% 2,779  | 72.3% 7,278  | 0.0% 5       |
| 1960 | 38.4% 3,666  | 61.2% 5,841  | 0.4% 36      |

Ellis è una contea fermamente repubblicana alle elezioni presidenziali. L'ultimo candidato democratico a essere votato alle elezioni presidenziali dalla contea è stato Jimmy Carter nel 1976, mentre nel 2000 i candidati repubblicani hanno vinto oltre due terzi dei voti della contea.